# ケツギョ科
ケツギョ科 (Sinipercidae) はスズキ目に属する魚類の科の一つ。かつてはペルキクティス科に含められていたが、これよりもサンフィッシュ科の方により近縁なものとして分離された。
東アジア（中国、ベトナム、朝鮮半島、日本）に分布する淡水魚である。鰓耙数が減少（エクトジスプラシンA受容体(EDAR) の発現低下による）しており、魚食性が強い。ケツギョ属では幽門垂数の増加などの適応も見られる。

## 分類
現生2属、化石1属が属する。
- Coreoperca Herzenstein, 1896 オヤニラミ属
- Siniperca Gill, 1862 ケツギョ属
- †Inabaperca Yabumoto & Uyeno, 2000[4]